# Маргарита Апостолова
Проф. д-р Маргарита Димитрова Апостолова е български учен, изследовател, ръководител на лаборатория по Медико-биологични изследвания към Институт по молекулярна биология „Академик Румен Цанев“ на Българската академия на науките.

## Кратка биография
Родена е на 3 ноември 1966 г. в град Сливница, Софийска област. Завършва с отличие местното ЕСПУ „Димитър Благоев“ (понастоящем СОУ „Св. св. Кирил и Методий“), след което продължава своето образование в Националната природо-математическа гимназия „Академик Л. Чакалов“ и Химическият факултет на Софийски университет „Св. Климент Охридски“, в който се дипломира с магистърска степен по неорганична и аналитична химия (1989).
През 1993 г. получава научна степен Доктор по биология, след като защитава успешно дисертация на тема „Апометалоатионеини и метелните им комплекси при артериална хипертония“.
През периода 1994 – 2000 г. последователно специализира в Националния институт по околна среда в Цукуба, Япония, Университета на Западен Онтарио (Лондон, Канада), и Университета на Торонто, Канада. Носител е на индивидуална стипендия по програмата „Мария Кюри“ на Европейският съюз, изследвайки ролята на цинка в патогенезата на атеросклерозата в „Rowett Research Institute“ (Абърдийн, Шотландия, 2001 – 2002).
През 1999 г. печели престижна научна награда за изследванията си в сферата на Токсикологията на металите (Metal Specialty Section of the Society of Toxicology, 1999 Student Research Award, Postdoctoral), Ню Орлиънс, САЩ.
От 2003 г. работи година като научен сътрудник I степен към Института по молекулярна биология „Академик Румен Цанев“. Получава научна степен доцент през 2005 г., а професор през 2016 г. От 2005 г. е ръководител на лаборатория „Медико-биологични изследвания“ към същия институт.